# Badener Greifs
I Badener Greifs sono una squadra di football americano di Karlsruhe, in Germania, fondata nel 1982.

## Dettaglio stagioni

### Tornei nazionali

#### Campionato

##### Bundesliga
| Stagione | regular season | regular season | regular season | regular season | regular season | regular season | playoff | playoff | playoff | playoff | playoff | playoff          | playoff            |
|          | Vin            | Par            | Per            | Tot            | PF             | PS             | Vin     | Per     | Tot     | PF      | PS      | risultato        | avversaria         |
| -------- | -------------- | -------------- | -------------- | -------------- | -------------- | -------------- | ------- | ------- | ------- | ------- | ------- | ---------------- | ------------------ |
| 1986     | 8              | 0              | 2              | 10             | 264            | 117            | 0       | 1       | 1       | 18      | 22      | Quarti di finale | Red Barons Cologne |
| 1987     | 10             | 0              | 0              | 10             | 472            | 107            | 2       | 1       | 3       | 73      | 25      | German Bowl      | Berlin Adler       |
| 1988     | 9              | 0              | 1              | 10             | 335            | 75             | 1       | 1       | 2       | 48      | 44      | Quarti di finale | Berlin Adler       |
| 1989     | 9              | 0              | 1              | 10             | 292            | 52             | 0       | 1       | 1       | 15      | 41      | Quarti di finale | Düsseldorf Panther |
| 1990     | 9              | 1              | 2              | 12             | 335            | 109            | 0       | 1       | 1       | 15      | 41      | Quarti di finale | Bad Homburg Falken |
| 1991     | 8              | 1              | 5              | 14             | 325            | 279            | 0       | 1       | 1       | 13      | 52      | Quarti di finale | Cologne Crocodiles |
| 1992     | 4              | 0              | 10             | 14             | 307            | 435            | -       | -       | -       | -       | -       | -                | -                  |
| 1993     | 4              | 1              | 9              | 14             | 224            | 360            | -       | -       | -       | -       | -       | -                | -                  |
| Totale   | 61             | 3              | 30             | 94             | 2554           | 1534           | 3       | 6       | 9       | 182     | 225     |                  |                    |

Fonti: Enciclopedia del Football - A cura di Roberto Mezzetti

##### 2. Bundesliga/GFL2
| Stagione | regular season | regular season | regular season | regular season | regular season | regular season | playoff | playoff | playoff | playoff | playoff | playoff   | playoff    |
|          | Vin            | Par            | Per            | Tot            | PF             | PS             | Vin     | Per     | Tot     | PF      | PS      | risultato | avversaria |
| -------- | -------------- | -------------- | -------------- | -------------- | -------------- | -------------- | ------- | ------- | ------- | ------- | ------- | --------- | ---------- |
| 1983     | 3              | 1              | 4              | 8              | 83             | 185            | -       | -       | -       | -       | -       | -         | -          |
| 1984     | 10             | 0              | 4              | 14             | 453            | 141            | -       | -       | -       | -       | -       | -         | -          |
| 1985     | 6              | 0              | 4              | 10             | 219            | 108            | -       | -       | -       | -       | -       | -         | -          |
| 1994     | 2              | 1              | 8              | 11             | 137            | 285            | -       | -       | -       | -       | -       | -         | -          |
| 1999     | 6              | 0              | 8              | 14             | 235            | 293            | -       | -       | -       | -       | -       | -         | -          |
| 2000     | 3              | 0              | 11             | 14             | 146            | 299            | -       | -       | -       | -       | -       | -         | -          |
| 2011     | 2              | 1              | 11             | 14             | 270            | 474            | -       | -       | -       | -       | -       | -         | -          |
| Totale   | 32             | 3              | 50             | 85             | 1543           | 1785           | -       | -       | -       | -       | -       |           |            |

Fonti: Enciclopedia del Football - A cura di Roberto Mezzetti

##### Regionalliga
| Stagione | regular season | regular season | regular season | regular season | regular season | regular season | playoff | playoff | playoff | playoff | playoff | playoff      | playoff            |
|          | Vin            | Par            | Per            | Tot            | PF             | PS             | Vin     | Per     | Tot     | PF      | PS      | risultato    | avversaria         |
| -------- | -------------- | -------------- | -------------- | -------------- | -------------- | -------------- | ------- | ------- | ------- | ------- | ------- | ------------ | ------------------ |
| 1995     | 4              | 0              | 8              | 12             | 220            | 235            | -       | -       | -       | -       | -       | -            | -                  |
| 1996     | 8              | 0              | 4              | 12             | 218            | 142            | 0       | 2       | 2       | 20      | 64      | Non promossi | Neu Ulm Barracudas |
| 1997     | 9              | 1              | 1              | 11             | 390            | 175            | -       | -       | -       | -       | -       | -            | -                  |
| 1998     | 9              | 0              | 3              | 12             | 308            | 180            | -       | -       | -       | -       | -       | -            | -                  |
| 2001     | 6              | 0              | 4              | 10             | 158            | 156            | -       | -       | -       | -       | -       | -            | -                  |
| 2002     | 4              | 0              | 6              | 10             | 203            | 224            | 0       | 1       | 1       | 14      | 56      | Playoff      | Wiesbaden Phantoms |
| 2003     | 5              | 1              | 4              | 10             | 123            | 185            | 0       | 1       | 1       | 13      | 48      | Playoff      | Wiesbaden Phantoms |
| 2004     | 3              | 1              | 4              | 8              | 122            | 144            | -       | -       | -       | -       | -       | -            | -                  |
| 2005     | 3              | 1              | 6              | 10             | 176            | 215            | -       | -       | -       | -       | -       | -            | -                  |
| 2006     | 5              | 0              | 5              | 10             | 150            | 157            | -       | -       | -       | -       | -       | -            | -                  |
| 2007     | 3              | 1              | 6              | 10             | 134            | 204            | -       | -       | -       | -       | -       | -            | -                  |
| 2008     | 3              | 0              | 9              | 12             | 219            | 313            | -       | -       | -       | -       | -       | -            | -                  |
| 2009     | 6              | 0              | 4              | 10             | 200            | 175            | -       | -       | -       | -       | -       | -            | -                  |
| 2010     | 9              | 0              | 1              | 10             | 347            | 232            | 1       | 1       | 2       | 75      | 51      | Promossi     | Allgäu Comets      |
| 2012     | 7              | 0              | 3              | 10             | 382            | 232            | -       | -       | -       | -       | -       | -            | -                  |
| 2013     | 4              | 0              | 6              | 10             | 327            | 362            | -       | -       | -       | -       | -       | -            | -                  |
| 2014     | 1              | 0              | 9              | 10             | 92             | 334            | -       | -       | -       | -       | -       | -            | -                  |
| Totale   | 89             | 5              | 83             | 177            | 3769           | 3665           | 1       | 5       | 6       | 122     | 219     |              |                    |

Fonti: Enciclopedia del Football - A cura di Roberto Mezzetti

##### Oberliga
| Stagione | regular season | regular season | regular season | regular season | regular season | regular season | playoff | playoff | playoff | playoff | playoff | playoff   | playoff    |
|          | Vin            | Par            | Per            | Tot            | PF             | PS             | Vin     | Per     | Tot     | PF      | PS      | risultato | avversaria |
| -------- | -------------- | -------------- | -------------- | -------------- | -------------- | -------------- | ------- | ------- | ------- | ------- | ------- | --------- | ---------- |
| 2015     | 3              | 0              | 9              | 12             | 214            | 334            | -       | -       | -       | -       | -       | -         | -          |
| 2018     | 4              | 0              | 7              | 11             | 184            | 271            | -       | -       | -       | -       | -       | -         | -          |
| 2019     | 8              | 0              | 4              | 12             | 388            | 269            | -       | -       | -       | -       | -       | -         | -          |
| Totale   | 15             | 0              | 20             | 35             | 786            | 874            | -       | -       | -       | -       | -       |           |            |

Fonti: Enciclopedia del Football - A cura di Roberto Mezzetti

##### Landesliga
| Stagione | regular season | regular season | regular season | regular season | regular season | regular season | playoff | playoff | playoff | playoff | playoff | playoff   | playoff    |
|          | Vin            | Par            | Per            | Tot            | PF             | PS             | Vin     | Per     | Tot     | PF      | PS      | risultato | avversaria |
| -------- | -------------- | -------------- | -------------- | -------------- | -------------- | -------------- | ------- | ------- | ------- | ------- | ------- | --------- | ---------- |
| 2016     | 5              | 0              | 7              | 12             | 191            | 191            | -       | -       | -       | -       | -       | -         | -          |
| 2017     | 5              | 1              | 4              | 10             | 210            | 173            | -       | -       | -       | -       | -       | -         | -          |
| Totale   | 10             | 1              | 11             | 22             | 401            | 364            | -       | -       | -       | -       | -       |           |            |

Fonti: Enciclopedia del Football - A cura di Roberto Mezzetti